# Колґаська сільська рада
Ко́лґаська сільська рада (ест. Kolga  külanõukogu, рос. Колгаский сельский совет) — сільська рада в Естонській РСР, адміністративно-територіальна одиниця в складі повіту Гар'юмаа (1945—1950), Локсаського району (1950—1957) та Гар'юського району (1957—1963).

## Населені пункти
Адміністративний центр — село Кагала, що розташовувалося на відстані 19 км на південний захід від селища Локса.
Сільській раді до 1954 року підпорядковувалися населені пункти: села: Лійапексі (Liiapeksi), Кагала (Kahala), Вагасту (Vahastu), Мустаметса (Mustametsa); поселення Колґа (Kolga). Після приєднання 1954 року території ліквідованої Гірвліської сільської ради до складу сільради ввійшли села: Гірвлі (Hirvli), Курсі (Kursi), Ару (Aru), Козу (Kosu), Кирвевескі (Kõrveveski), Тиррепиг'я (Tõrrepõhja), Койтьярве (Koitjärve), Сіґула (Sigula).
Землями, що належали сільраді, користувалися колгоспи «Спільні сили» («Ühisjõud»), «Лоо» («Loo») та імені Г. Маленкова, а також Колґаське відділення Костівереського радгоспу.

## Історія
8 серпня 1945 року на території волості Колґа в Гар'юському повіті утворена Колґаська сільська рада з центром у поселенні Колґа.
26 вересня 1950 року, після скасування в Естонській РСР повітового та волосного поділу, сільська рада ввійшла до складу новоутвореного Локсаського сільського району. 17 червня 1954 року в процесі укрупнення сільських рад Естонської РСР територія Колґаської сільради збільшилася на півдні внаслідок приєднання земель ліквідованої Гірвліської сільської ради. 12 жовтня 1957 року після скасування Локсаського району сільрада приєднана до Гар'юського району.
18 січня 1963 року Колґаська сільська рада ліквідована. Більшість її території склала східну частину Куусалуської сільської ради Гар'юського району, а територія навколо села Койтьярве на півдні Колґаської сільради приєднана до Аніяської сільської ради того ж району.